# Aleksandar Rašić
Aleksandar Rašić (serbisch-kyrillisch Александар Рашић; * 16. März 1984 in Šabac, SR Serbien) ist ein serbischer Basketballspieler. Rašić hat bislang bei verschiedenen Spitzenvereinen in ganz Europa gespielt und mit KK Partizan und FMP Železnik die Meisterschaft der Adriatischen Basketballliga insgesamt viermal und die nationalen Meisterschaften seines Heimatlandes zweimal gewonnen. Zudem wurde er mit Alba Berlin deutscher Meister 2008 und mit Montepaschi Siena italienischer Meister 2013. Nach weiteren Stationen in der Türkei und Rumänien gewann Rašić 2016 mit KK Mega Leks den serbischen Pokalwettbewerb und erreichte das Finale der ABA-Liga.

## Karriere
In seiner Jugend spielte Rašić für FMP Železnik aus Belgrad. 2003 begann seine Profikarriere beim KK Borac aus Čačak, noch während der Saison kehrte er aber zu FMP Železnik zurück. Mit diesem Verein gewann er 2004 und 2006 die Adria-Liga und wurde 2005 nationaler Pokalsieger. Am Saisonende 2006/07 wechselte er im April 2007 zum türkischen Verein Efes Pilsen aus Istanbul, mit dem er die Finalspiele um die türkische Meisterschaft gegen Fenerbahçe Ülker verlor. 2007 unterschrieb er zunächst einen Vertrag bei Dynamo im russischen Moskau, wechselte aber bereits im November 2007 zum deutschen Verein Alba Berlin. Aufgrund einer Knieverletzung fiel er aber für die Play-offs der Saison 2007/08 aus, in der Alba den deutschen Meistertitel gewann. Rašić kehrte nach Serbien zurück und unterschrieb bei Partizan Belgrad. Mit diesem Verein gewann er 2008 und 2009 erneut die Adria-Liga und erreichte das „Final Four“ der EuroLeague 2009/10, wo man nach zwei sehr knappen Niederlagen den vierten Platz belegte.
Rašić nahm 2004 mit der U-20-Nationalmannschaft an der Europameisterschaft teil, wo man im Viertelfinale knapp mit einem Punkt gegen Gastgeber Israel verlor und am Ende den fünften Platz belegte. Erst 2010 stand er erstmals in einem Endrundenkader der serbischen A-Nationalmannschaft, mit der er bei der Weltmeisterschaft 2010 in der Türkei das Spiel um die Bronzemedaille gegen die litauische Basketballnationalmannschaft verlor, nachdem man zuvor im Halbfinale in einem dramatischen Spiel dem Gastgeber mit einem Punkt unterlegen war. Anschließend blieb Rašić im Land und wechselte zum türkischen Erstliga-Aufsteiger Medical Park aus Trabzon. Nachdem eine Qualifikation für die Meisterschafts-Play-offs nicht mehr möglich war, verließ er den Verein vor Saisonende und schloss sich im März 2011 dem litauischen Verein Lietuvos rytas aus Vilnius an, der am Saisonende als Titelverteidiger die Finalspiele um die nationale Meisterschaft gegen Žalgiris Kaunas verlor. Bei der Europameisterschaft 2011 in Litauen schied Serbien diesmal bereits im Viertelfinale aus, während Rašić verletzungsbedingt bereits in der Zwischenrunde nicht mehr spielte. Ohne Rašić verlor Lietuvos rytas überraschend vor eigenem Publikum das Finale im Qualifikationsturnier für die EuroLeague 2011/12 gegen Galatasaray Istanbul, die inzwischen von Medical Park gesponsert wurden, dem ehemaligen Sponsor seines Ex-Vereins aus Trabzon. Am Ende der Spielzeit erreichte man im Final-Four-Turnier des Eurocup 2011/12 den dritten Platz und schied in der osteuropäischen VTB United League 2011/12 ebenfalls im Halbfinale aus. In der Baltic Basketball League und der nationalen Meisterschaft erreichte Lietuvos rytas die Finalspiele, die jedoch beide erneut gegen den Žalgiris Kaunas verloren gingen.
Nachdem Rašić bereits im Januar 2012 im Zentrum von Transferüberlegungen stand, die ihn mit dem späteren Euroleague-Sieger Olympiakos Piräus unter dem serbischen Nationaltrainer Dušan Ivković in Verbindung brachten, wechselte er für die Spielzeit 2012/13 zum italienischen Serienmeister Mens Sana Basket ins toskanische Siena, mit dem er die italienische Meisterschaft verteidigen konnte. Dieser Titel wurde Siena 2016 jedoch wieder aberkannt. Nach gutem Start schied man in der Zwischenrunde der EuroLeague 2012/13 noch vor den K.-o.-Spielen aus. Nach dem Ende der Spielzeit brach die Mannschaft Sienas nach finanziellen Problemen des Vereins auseinander und Rašić wechselte wieder in die Türkei, wo er in der Saison 2013/14 für TED Kolejliler aus der Hauptstadt Ankara spielte.